# Manuel Lorenzo González
Manuel Lorenzo González (Calañas, 1909 o 1910-Madrid, 1940) va ser un polític i sindicalista espanyol.

## Biografia
Nascut en la localitat de Calañas, cap a 1909 o 1910, de professió va ser emprat de comerç. Va estar afiliat a l'Associació de dependents de comerç i empleats d'escriptoris, sindicat del qual seria vicepresident (1931), president (1933-1934) i també secretari general (1934-1936). Membre del PSOE, a l'abril de 1936 va ser escollit compromissari del PSOE per Huelva per a l'elecció del nou President de la República. Es va iniciar en la maçoneria, on va emprar el pseudònim «Marconi».
Després de l'esclat de la Guerra civil es va unir a les forces republicanes. Durant la contesa arribaria a formar part de comissari polític de l'Exèrcit Popular de la República, sent comissari de les divisions 46a Divisió —manada per «El Campesino»— i 38a Divisió, actuant al front d'Extremadura.
Al final de la contesa va ser detingut pels franquistes a Baeza (Jaén). Seria traslladat a Madrid, on uns mesos després va ser jutjat en Consell de Guerra celebrat el 6 d'octubre de 1939, i fou condemnat a mort. Va ser afusellat al cementiri de l'Est de Madrid el 20 de juliol de 1940.